# Chanos stříbřitý
Chanos stříbřitý (Chanos chanos) je druh mořské ryby z řádu maloústých, žijící v oblasti Indo-Pacifiku. Je jediným žijícím příslušníkem čeledi chanosovitých, která dosáhla největšího rozmachu v období křídy.
Dosahuje maximální délky 180 cm a váhy 14  kg, průměrná velikost bývá zhruba poloviční. Má dlouhé, ze stran zploštělé tělo, stříbrně zbarvené cykloidní šupiny a Weberův aparát. Žije v mělké teplé vodě, v období tření se stahuje do brakické vody v ústí řek a do mangrovů. Živí se převážně řasami a zooplanktonem. Maximální zaznamenaná délka života byla patnáct let.
Chanos patří mezi vůbec nejchutnější druhy mořských ryb. Pro své vysoce kvalitní bílé a jemné maso je v řadě jazyků nazýván „mléčná ryba“, na Havaji se mu říká „awa“, na Filipínách „bangus“ a v Indonésii „bandeng“. Přezdívá se mu také „turistický žralok“, protože často plave u hladiny a trojúhelníková hřbetní ploutev mu vyčnívá nad hladinu jako žralokům.
Chanos je národní rybou Filipín. V jihovýchodní Asii je již osm set let chován v akvakultuře pro své kvalitní maso, nenáročnost a rychlé přírůstky, na trh přicházejí zpravidla vykostěné kusy, a to zmrazené, popřípadě zpracované sušením nebo uzením. V Česku je mražený chanos sezónně dostupný v prodejnách asijských potravin, většinou pod filipínským jménem bangus. Nejvhodnější úpravou je pečení na pánvi nebo grilování, při němž vynikne lahodná chuť a jemné textura jeho masa.